# Tarka tinóru
A tarka tinóru (Suillus variegatus) a gyűrűstinórufélék családjába tartozó, Eurázsiában és Észak-Amerikában honos, fenyvesekben élő, ehető gombafaj.

## Megjelenése
A tarka tinóru kalapja 5–10 cm széles, fiatalon félgömb alakú, később domborúan, idősen széles domborúan kiterül. Széle idősen szabálytalanul hullámos lehet. Felszíne molyhos, apró, rásimuló pikkelykékkel, melyek a kalap széle felé ritkulnak, repedezettség-szerű. Színe sárgásbarna, okkeres vagy narancsbarna, a pikkelyekké sötétebb.
Húsa halványsárga, puha, sérülésre a csöves termőréteg fölött kékül. Szaga kissé kellemetlenül vegyszerszerű, íze savanykás.
Termőrétege csöves; vékony, tönkhöz nőtt vagy lefutó. A pórusok némileg szögletesek. Színe eleinte világosabb, később sötétebb olívbarna.
Tönkje 6–10 cm magas és 1–2 cm vastag. Alakja hengeres vagy a töve felé kissé vastagodik. Színe sárgásbarna alapon vöröses pelyhes vagy szálas.
Spórapora okkeres- vagy olívbarna. Spórája orsó alakú, sima, mérete 8-11 x 3-4 μm.

### Hasonló fajok
A tehéntinóru, a sárga gyűrűstinóru, esetleg a csak duglászfenyő alatt növő duglász-fenyőtinóru hasonlíthat hozzá.

## Elterjedése és termőhelye
Eurázsiában és Észak-Amerikában honos.
Fenyvesekben él, általában kéttűs fenyők alatt. Júliustól novemberig terem.
Ehető, de enyhe fémes mellékíze és kissé kellemetlen szaga miatt gasztronómiai szempontból nem jelentős gomba. Ugyanakkor jelentős antioxidáns hatása ismert.

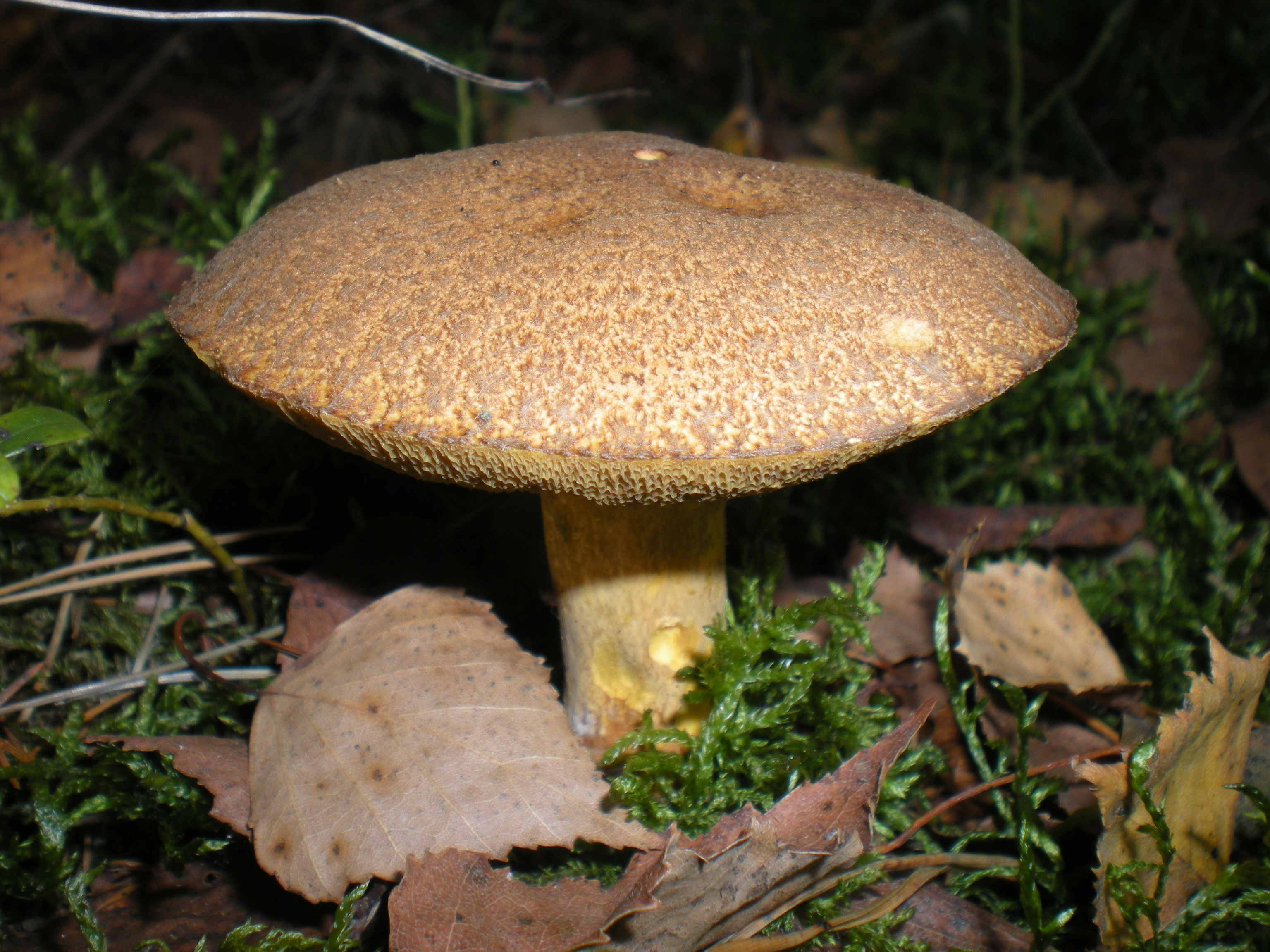
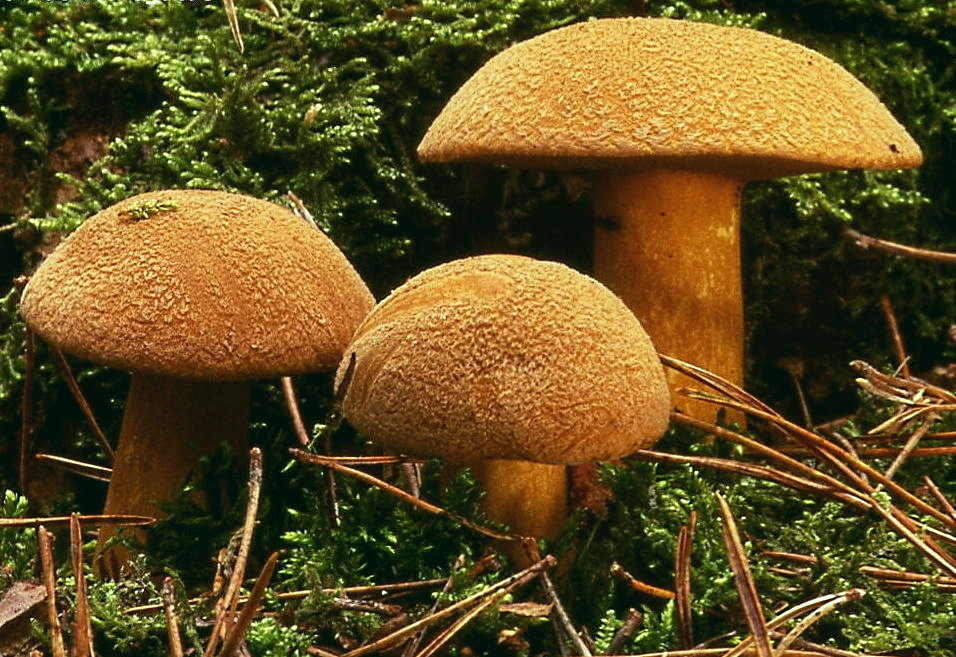
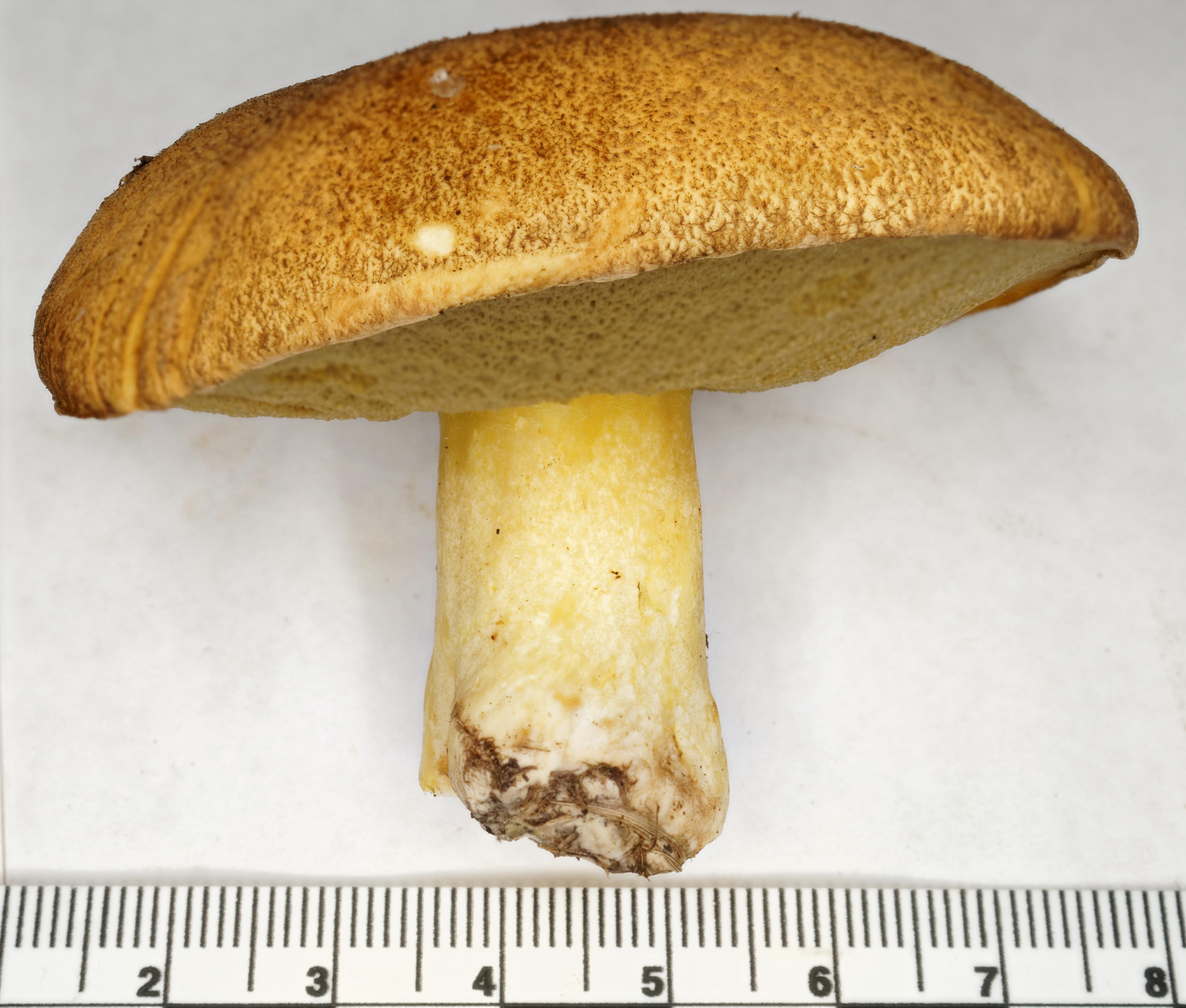
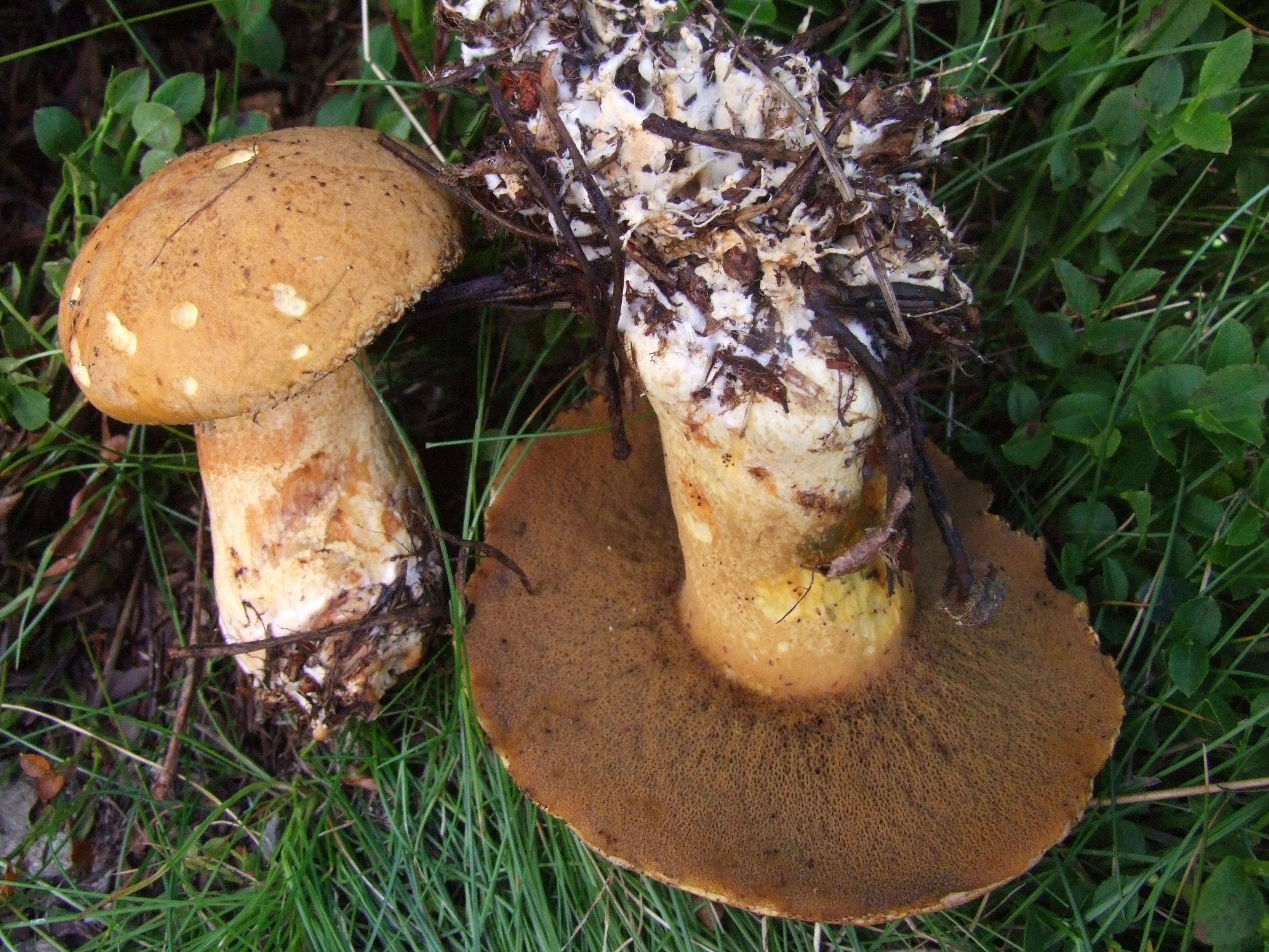
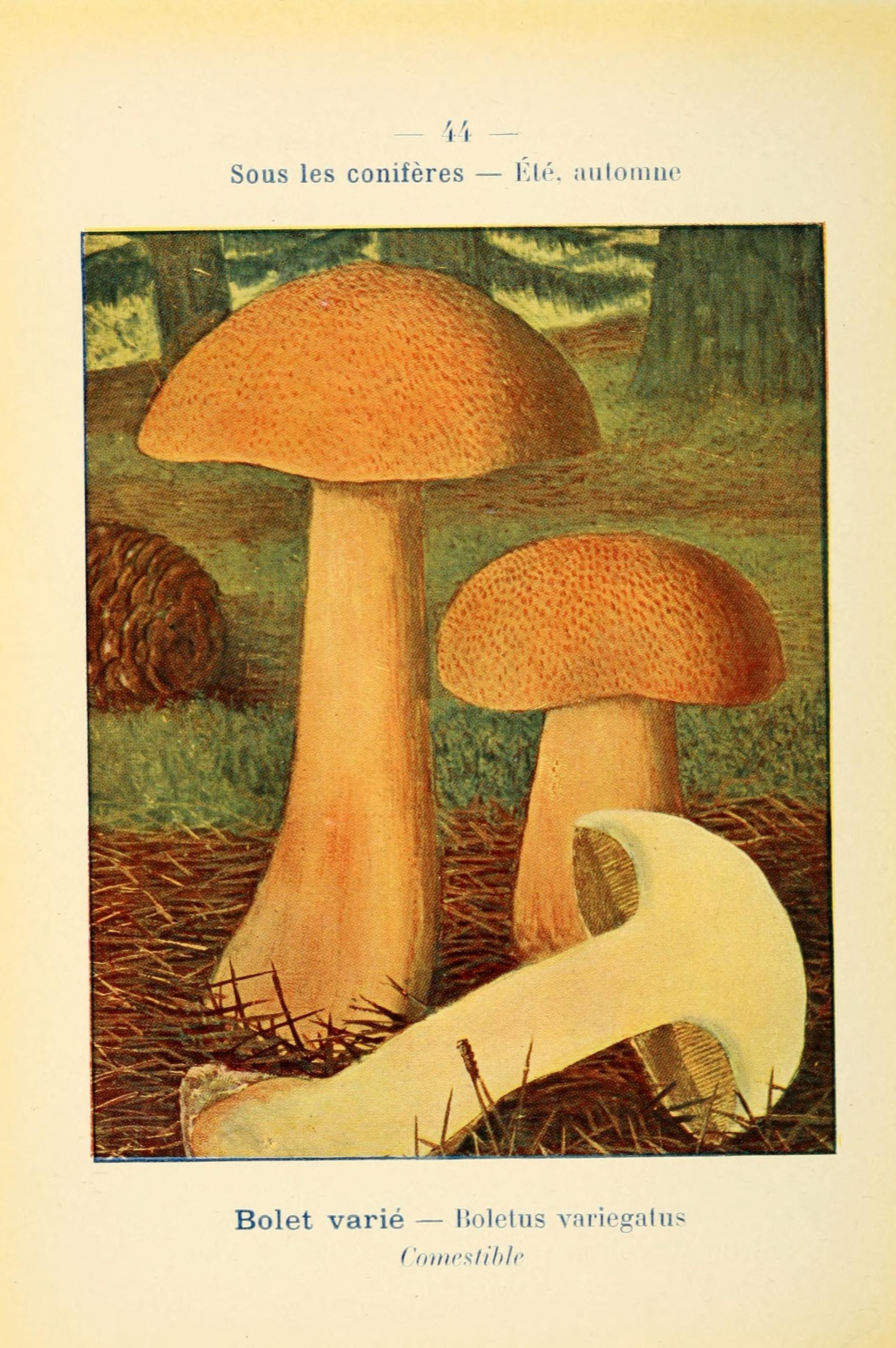